# Dimítris Goútas
Dimítris Goútas (grec moderne : Δημήτρης Γούτας), né le 4 avril 1994 à Kavála en Grèce, est un footballeur international grec, qui évolue au poste de défenseur central à Gençlerbirliği SK.

## Biographie
Il joue quatre matchs en Ligue Europa avec l'équipe de l'AO Xanthi.

## Palmarès
- Finaliste de la Coupe de Grèce en 2015 avec l'AO Xanthi